# Liste der Mitglieder der American Academy of Arts and Sciences/1803
Im Jahr 1803 wählte die American Academy of Arts and Sciences 10 Personen zu ihren Mitgliedern.

## Neugewählte Mitglieder
- Timothy Bigelow (1767–1821)
- Oliver Ellsworth (1745–1807)
- William Emerson (1769–1811)
- Abiel Holmes (1763–1837)
- Bernard Edward Howard, 12. Duke of Norfolk (1765–1842)
- William Petty, 2. Earl of Shelburne (1737–1805)
- Allan Pollock (1767–1859)
- Josiah Quincy III (1772–1864)
- James Thacher (1754–1844)
- Caspar Wistar (1761–1818)